# Mantova Football Club 2013-2014
Questa voce raccoglie le informazioni riguardanti il Mantova Football Club nelle competizioni ufficiali della stagione 2013-2014.

## Stagione
Nella stagione 2013-2014 il Mantova disputa il terzo campionato consecutivo in Lega Pro Seconda Divisione, e il diciassettesimo nella storia del club in Serie C2 / Lega Pro Seconda Divisione. i biancorossi iniziano la stagione con alla guida Antonio Sala che, dopo essere stato sostituito a settembre da Gianni Migliorini, torna alla guida subito dopo nello stesso mese. Intanto il Mantova supera la fase eliminatoria a gironi della Coppa Italia Lega Pro eliminando Pavia e Castiglione, per poi essere eliminata nel primo turno ad eliminazione dal Delta Porto Tolle sconfitto (3-1) a Rovigo. La squadra virgiliana, dopo aver di nuovo cambiato allenatore a novembre con Carlo Sabatini, conclude il campionato al settimo posto del girone A con 52 punti, conquistando la diretta ammissione alla nuova terza serie. Passano al nuovo campionato di Lega Pro le prime nove classificate, il Mantova centra l'obiettivo stagionale per quattro punti. Le ultime nove del girone retrocedono in Serie D. Roberto Floriano, attaccante nato in Germania e proveniente dalla Pistoiese con 19 reti è stato il miglior realizzatore mantovano, secondo nella classifica dei marcatori del girone A alle spalle di Massimiliano Varricchio della Spal.

## Divise e sponsor
Dopo tre anni il Mantova cambia sponsor tecnico, affidandosi a Givova.
La prima maglia è, per la prima volta dopo un decennio, prevalentemente rossa, con una banda trasversale bianca a riprendere lo schema tradizionale della divisa virgiliana. La maglia da trasferta è invece celeste con pantaloncini bianchi, in riferimento ai colori originali del club. La terza divisa è nera con dettagli dorati, una novità assoluta per i biancorossi.
Lo sponsor ufficiale è Daga sulla prima e sulla terza divisa, mentre sulla seconda è Datacol.
| Casa | Trasferta | Terza divisa |

## Organigramma societario
Area direttiva
- Presidente: Michele Lodi
- Presidente onorario: Bruno Bompieri
- Vice presidente: Gian Battista Tirelli
- Amministratore delegato: Federico Bosi
- Direttore generale: Alessandro Dusi
- Consulente di mercato: Michele Cossato

Area organizzativa
- Segretario generale: Laura Vaccari
- Team manager: Marco Marocchi, Alberto Mascotto

Area comunicazione
- Responsabile: Alessandro Tanassi
- Ufficio stampa: Matteo Dani

Area marketing
- Ufficio marketing: Massimo Andreoli

Area tecnica
- Direttore sportivo: Pasquale Sensibile
- Allenatore: Antonio Sala, da settembre Gianni Migliorini, da settembre Antonio Sala, da novembre Carlo Sabatini
- Allenatori in seconda: Gianni Migliorini, Mirko Benevelli
- Collaboratore tecnico: Mirko Benevelli
- Preparatori atletici: Elia Berti, Mino Malatrasi, Corrado Merighi
- Preparatore dei portieri: Mirko Bellodi

Area sanitaria
- Medico sociale: Enrico Ballardini
- Massaggiatori: Paolo Belingheri, Marcello Croci, Moreno Benedini, Paolo Tamellini

## Rosa
| N. |                    | Ruolo | Calciatore         |
| -- | ------------------ | ----- | ------------------ |
|    | Italia (bandiera)  | P     | Andrea Bavena      |
|    | Italia (bandiera)  | P     | Marco Festa        |
|    | Italia (bandiera)  | D     | Francesco Bini     |
|    | Italia (bandiera)  | D     | Nicola Donazzan    |
|    | Italia (bandiera)  | D     | Samuele Olivi      |
|    | Italia (bandiera)  | D     | Cesare Rickler     |
|    | Italia (bandiera)  | D     | Stefano Pondaco    |
|    | Italia (bandiera)  | D     | Denny Cardin       |
|    | Italia (bandiera)  | D     | Alessandro Vecchi  |
|    | Italia (bandiera)  | D     | Matteo Mancini     |
|    | Brasile (bandiera) | D     | Matheus Favarin    |
|    | Italia (bandiera)  | D     | Simone Guarco      |
|    | Italia (bandiera)  | C     | Francesco Baltieri |
|    | Italia (bandiera)  | C     | Francesco Cocci    |
|    | Italia (bandiera)  | C     | Alberto Creati     |

| N. |                    | Ruolo | Calciatore                |
| -- | ------------------ | ----- | ------------------------- |
|    | Italia (bandiera)  | C     | Jacopo Fortunato          |
|    | Brasile (bandiera) | C     | Luciano                   |
|    | Italia (bandiera)  | C     | Giorgio Schiavini         |
|    | Italia (bandiera)  | C     | Matteo Severino           |
|    | Italia (bandiera)  | C     | Alberto Quadri            |
|    | Italia (bandiera)  | C     | Manuel Spinale (capitano) |
|    | Italia (bandiera)  | C     | Francesco Uliano          |
|    | Italia (bandiera)  | A     | Andrea Alberti            |
|    | Italia (bandiera)  | A     | Matteo Cavagna            |
|    | Italia (bandiera)  | A     | Daniele Ferretti          |
|    | Italia (bandiera)  | A     | Cris Gilioli              |
|    | Italia (bandiera)  | A     | Simone Masini             |
|    | Italia (bandiera)  | A     | Roberto Floriano          |
|    | Italia (bandiera)  | A     | Alessandro De Respinis    |
|    | Italia (bandiera)  | A     | Nicolò Zanetti            |

## Risultati

### Lega Pro Seconda Divisione

#### Girone di andata
| Arbitro: | Zanonato (Vicenza) |

|                          |           |                                          |
| Masini 8’, 43’ Olivi 18’ | Marcatori | 14’ D. Fioretti 24’ Izzillo 35’ Del Pivo |

| Arbitro: | Amoroso (Paola) |

|                                                   |           |              |
| Pradolin 43’ D. Alessandro 67’, 83’ Strizzolo 85’ | Marcatori | 25’ Floriano |

| Arbitro: | Vesprini (Macerata) |

|  |           |                    |
|  | Marcatori | 4’, 18’ M. Scapini |

| Arbitro: | Balice (Termoli) |

|                 |           |                              |
| Tonelli 3’, 70’ | Marcatori | 34’ De Respinis 38’ Floriano |

| Arbitro: | Prontera (Bologna) |

|            |           |                                                |
| Galfrè 45’ | Marcatori | 57’ Masini 77’ Rickler 79’ Floriano 84’ Quadri |

| Arbitro: | Tadino (Milano) |

|                       |           |                            |
| Floriano 81’ Bini 85’ | Marcatori | 6’ Iocolano 22’ Berrettoni |

| Crema 13 ottobre 2013 7ª giornata | Pergolettese            | 0 – 0 | Mantova | Stadio Giuseppe Voltini\| Arbitro: \| Luciano (Lamezia Terme) \| |
| Arbitro:                          | Luciano (Lamezia Terme) |       |         |                                                                  |

| Arbitro: | Baroni (Firenze) |

|                                       |           |  |
| Masini 31’ Floriano 33’ Schiavini 43’ | Marcatori |  |

| Arbitro: | Capraro (Cassino) |

|                                           |           |                                      |
| Masini 38’ De Raspinis 83’ N. Zanetti 86’ | Marcatori | 7’, 52’ Nicastro 90+3’ R. Martinelli |

| Arbitro: | Rapuano (Rimini) |

|                                      |           |                               |
| Scaccabarozzi 71’ (rig.), 90’ (rig.) | Marcatori | 16’ J. Fortunato 51’ Floriano |

| Arbitro: | Pierro (Nola) |

|  |           |                    |
|  | Marcatori | 57’, 73’ Margarita |

| Arbitro: | Panarese (Lecce) |

|            |           |                         |
| Fisher 81’ | Marcatori | 3’, 63’ (rig.) Floriano |

| Arbitro: | Bichisecchi (Livorno) |

|                                       |           |  |
| Floriano 45+2’ (rig.) De Respinis 85’ | Marcatori |  |

| Arbitro: | Lacagnina (Caltanissetta) |

|              |           |              |
| Cristini 38’ | Marcatori | 81’ Floriano |

| Arbitro: | Cifelli (Campobasso) |

|              |           |                                  |
| Floriano 19’ | Marcatori | 69’ (rig.) Pasi 76’ Iv. Graziani |

| Arbitro: | Capilungo (Lecce) |

|                           |           |                 |
| Fantoni 18’ Cozzolino 36’ | Marcatori | 73’, 82’ Masini |

| Arbitro: | Marinelli (Tivoli) |

|                              |           |                         |
| Floriano 20’, 51’ Creati 66’ | Marcatori | 60’ Lisai 73’ D. Scarpa |

#### Girone di ritorno
| Arbitro: | Formato (Benevento) |

|  |           |                                                          |
|  | Marcatori | 28’ Floriano 29’ J. Fortunato 31’ De Respinis 77’ Masini |

| Mantova 12 gennaio 2014 19ª giornata | Mantova          | 0 – 0 | Real Vicenza | Stadio Danilo Martelli\| Arbitro: \| Rapuano (Rimini) \| |
| Arbitro:                             | Rapuano (Rimini) |       |              |                                                          |

| Arbitro: | Mainardi (Bergamo) |

|              |           |            |
| G. Conti 71’ | Marcatori | 63’ Masini |

| Arbitro: | Oliveri (Palermo) |

|                           |           |                               |
| De Respinis 19’ Olivi 47’ | Marcatori | 14’ Tonelli 90+2’ Evangelisti |

| Arbitro: | Gentile (Lodi) |

|                                                   |           |             |
| De Respinis 3’ Masini 38’ Quadri 80’ Floriano 85’ | Marcatori | 49’ Santoni |

| Arbitro: | Lanza (Nichelino) |

|                                               |           |            |
| Semenzato 49’ Maistrello 72’ Berrettoni 90+1’ | Marcatori | 69’ Masini |

| Arbitro: | Piccinini (Forlì) |

|                      |           |          |
| Bini 51’ Cavagna 62’ | Marcatori | 26’ Jeda |

| Arbitro: | Pagliardini (Arezzo) |

|           |           |                                        |
| Romeo 78’ | Marcatori | 8’ Masini 43’ Schiavini 80’ N. Zanetti |

| Arbitro: | Dei Giudici (Latina) |

|                |           |              |
| Ameth Fall 86’ | Marcatori | 11’ Floriano |

| Arbitro: | Panarese (Lecce) |

|             |           |  |
| Cavagna 39’ | Marcatori |  |

| Arbitro: | Perotti (Legnano) |

|                       |           |                            |
| Longobardi 38’ (rig.) | Marcatori | 48’ Rickler 90+3’ Floriano |

| Arbitro: | Ros (Pordenone) |

|  |           |           |
|  | Marcatori | 52’ Zullo |

| Arbitro: | Pelagatti (Arezzo) |

|                          |           |             |
| Valentini 69’ Scotto 76’ | Marcatori | 11’ Spinale |

| Arbitro: | Ranaldi (Tivoli) |

|                    |           |                            |
| Rinaldi 64’ (aut.) | Marcatori | 62’ Hamlili 90+4’ Fanucchi |

| Arbitro: | Baroni (Firenze) |

|  |           |                 |
|  | Marcatori | 87’ D. Fioretti |

| Arbitro: | Morreale (Roma) |

|              |           |  |
| Floriano 89’ | Marcatori |  |

| Arbitro: | Pezzuto (Lecce) |

|                |           |              |
| Bonvissuto 16’ | Marcatori | 19’ Floriano |

### Coppa Italia Lega Pro

#### Fase eliminatoria a gironi
| Arbitro: | Fanton (Lodi) |

|             |           |  |
| Zanetti 53’ | Marcatori |  |

| Arbitro: | Bertani (Pisa) |

|              |           |                                                                            |
| Munarini 82’ | Marcatori | 16’ Schiavini 43’ (rig.) Fortunato 76’ Luciano 80’ De Respinis 84’ Cavagna |

#### Fase a eliminazione diretta
| Arbitro: | Bellotti (Verona) |

|                              |           |             |
| Baldrocco 16’, 35’ Valim 30’ | Marcatori | 57’ Cavagna |